# Julián Gottesman
Julián Gottesman, vollständiger Name Julián Gottesman Villanueva, (* 19. Januar 1994 in Colonia del Sacramento) ist ein uruguayischer Fußballspieler.

## Karriere
Der 1,70 Meter große Mittelfeldakteur Gottesman stand zu Beginn seiner Karriere in Reihen von Nacional Montevideo. Mitte Januar 2016 wechselte er zum Zweitligisten Club Atlético Progreso. In der Clausura der Spielzeit 2015/16 absolvierte er dort 14 Spiele in der Segunda División und schoss vier Tore. In der Saison 2016 wurde er in elf Zweitligapartien eingesetzt und erzielte zwei Treffer. Im Januar 2017 schloss er sich den Rampla Juniors an.